# Nidia Vílchez
Nidia Ruth Vilchez Yucra (Huancayo, 12 de mayo de 1964) es una contadora pública y política peruana. Es militante del Partido Aprista Peruano desde 1979 y se ha desempeñado como congresista de la República (2006-2011), ministra de Estado en el Ministerio de Vivienda, Construcción y Saneamiento y el Ministerio de la Mujer y Desarrollo Social.
Para las elecciones generales de 2021, Vilchez anunció su candidatura para la nominación presidencial del Partido Aprista Peruano, en octubre de 2020. En las elecciones primarias celebradas en noviembre de 2020, derrotó a otros dos candidatos y obtuvo formalmente la nominación.

## Biografía
Nació el 12 de mayo de 1964 en Huancayo, capital de la Región Junín. Se ha involucrado en asuntos sociales desde que fue estudiante de secundaria y como dirigente universitaria.

### Estudios
Realizó sus estudios escolares de primaria en el colegio La Sagrada Familia en Tarma y de secundaria en el Colegio Andino de Huancayo. Es contadora pública colegiada por la Universidad Nacional Federico Villarreal. Los tres primeros años de pregrado los realizó en la Universidad Nacional del Centro del Perú en Huancayo y durante su cuarto año de estudio se trasladó a la Universidad Nacional Federico Villarreal. Es magíster en Administración de Negocios, MBA de Centrum Católica, y doctora en Administración de la Universidad Nacional Federico Villarreal. Es egresada del Centro de Altos Estudios Nacionales .

## Vida política

### Representante a la Asamblea Regional
En las elecciones regionales de 1990 fue elegida representante a la asamblea regional por el departamento de Junín y el Partido Aprista Peruano - PAP, en la Región Andrés Avelino Cáceres, siendo la más joven representante de los departamentos de Junín, Pasco y Huánuco.
De 1992 a 1998, Vílchez se volvió hacia el sector privado al ser contratada como consultora de administración pública para la oficina de la Fundación Friedrich Ebert en Perú. También se desempeñó como Gerente General de Progestion Consultores, de 1994 a 2000. De 1997 a 2001, fue nombrada para el Ministerio de Economía y Finanzas como consultora privada.
En 2001 fue contratada en el Poder Judicial como Subgerente de Logística en la Gerencia General. 
En 2002, se postuló por primera vez para gobernadora en las elecciones regionales de 2002. Finalmente,  quedando en segundo lugar. 
En 2003 viajaría a Ayacucho para desempeñarse como Directora de Gerencia y Presupuesto en la administración regional en la gestión de Omar Quesada.

### Congresista de la República
Fue elegida Congresista de la República por el departamento de Junín para el periodo 2006 - 2011. Obtuvo la votación preferencial más alta entre los parlamentarios electos por la Región Junín. Se desempeñó como Presidenta de la Comisión Agraria, Vicepresidenta de la Comisión de Economía, Banca, Finanzas e Inteligencia Financiera y de la Comisión de Presupuesto y Cuenta General de la República.

### Ministra de Vivienda, Construcción y Saneamiento
En noviembre del 2008 es designada como Ministra de Vivienda, Construcción y Saneamiento, la primera mujer en este ministerio. Se dio impulso a la construcción de viviendas de interés social, la titulación de predios urbanos y rurales, y la ejecución de proyectos Agua para Todos y Mejoramiento de Barrios y Pueblos. En su gestión se aprueba el programa Mi Lote y el Bono de Vivienda Rural, además, se crea la Defensoría del Usuario de Vivienda. Integró el directorio de Proinversión en su calidad de Ministra de Vivienda, Construcción y Saneamiento.

### Ministra de la Mujer y Desarrollo Social
En junio de 2009, fue transferida a la Ministra de la Mujer y Poblaciones Vulnerables tras la renuncia de Carmen Vildoso. Durante su mandato tomó la iniciativa de impulsar políticas públicas que mejoraran la igualdad de oportunidades y la familia.  Durante su gestión se creó el programa “Gratitud”, dirigido a mayores de 75 años, y la entrega gratuita de 5 millones de documentos de identidad - DNI, a menores de 14 años de acuerdo con el Registro Nacional de Identificación y Estado Civil (RENIEC). Ella renunció en septiembre de 2010 para postularse para la reelección del Congreso en las elecciones generales de 2011, aunque no fue reelegida.

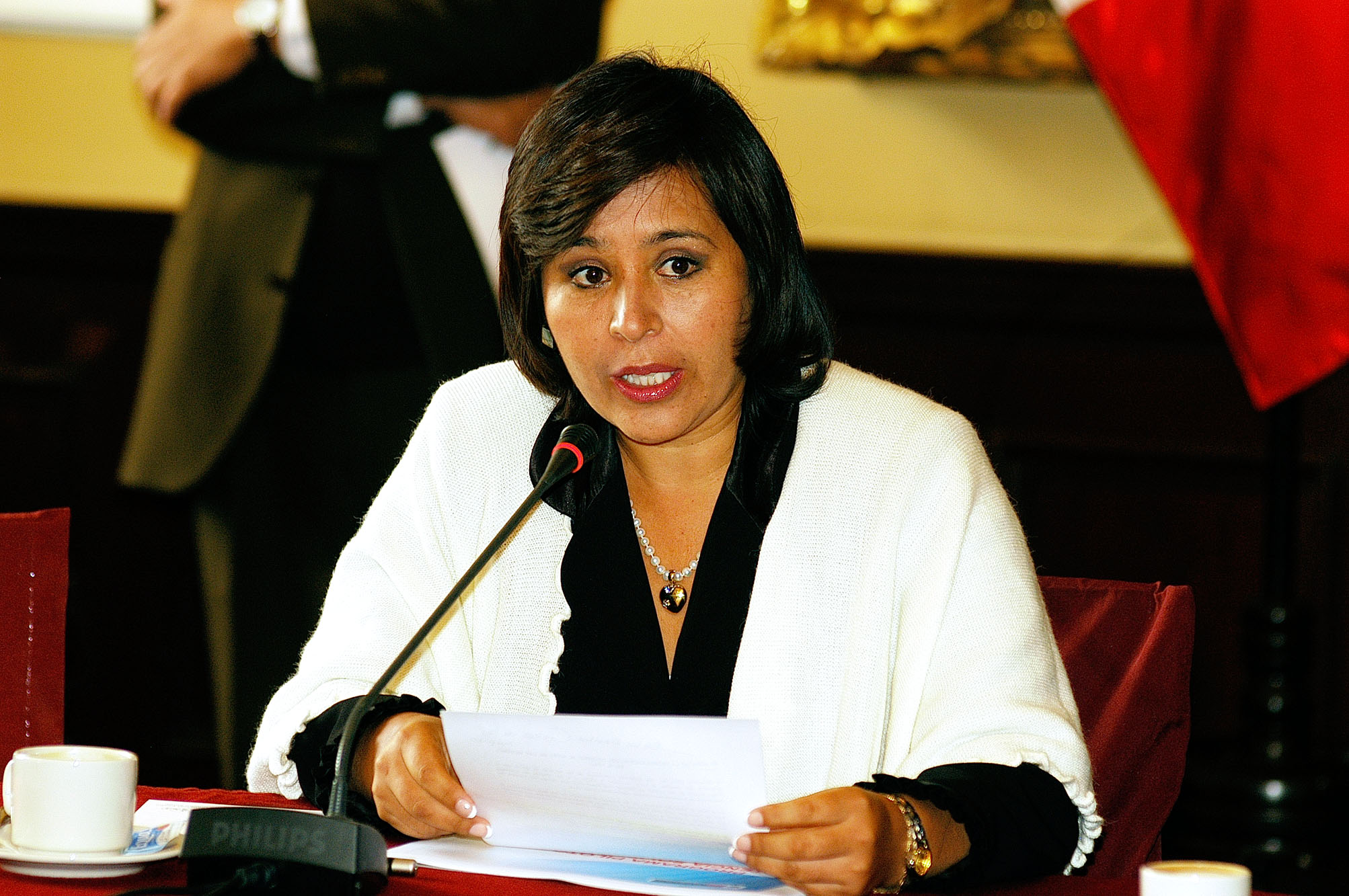
Nidia Vílchez en una rueda de prensa del Congreso en 2007.

### Partido Aprista Peruano
En 2014, se postuló por segunda vez para gobernadora en las elecciones regionales de 2014. Finalmente,  quedando en tercer lugar. 
En las elecciones generales de 2016 se postuló con la lista del Congreso de Alianza Popular por Junín. Aunque obtuvo una gran cantidad de votos, el partido solo obtuvo 5 escaños a nivel nacional y no fue elegido.
En las Elecciones parlamentarias extraordinarias de Perú de 2020, Vílchez se postuló por cuarta vez para un escaño en el Congreso, pero cambió su circunscripción a Lima. Tras la publicación de las primeras proyecciones, el Partido Aprista peruano no logró pasar el umbral electoral para la representación en el Congreso, aunque obtuvo un alto número de votos individualmente, detrás de Mauricio Mulder.
Vílchez permaneció activo en el comité ejecutivo del Partido Aprista Peruano como exministro de la segunda presidencia de Alan García.

### Elecciones presidenciales de 2021
A raíz del suicidio de Alan García, el Partido Aprista Peruano parecía estar sin líder por los expertos. Además, las elecciones parlamentarias de 2020 supusieron un duro golpe para el partido ya que por primera vez en casi 60 años no tuvo representación en el Congreso, obteniendo el 2,7% del voto popular. Entrando en un ciclo de renovación, la dirección del partido anunció su participación en las elecciones generales de Perú de 2021 sin alguna alianza. Vílchez estuvo inmediatamente entre los posibles candidatos a la nominación presidencial, principalmente debido a su positiva experiencia de gobierno como ministra de gabinete.
Vílchez presentó su boleta de candidatura el 27 de octubre de 2020 al anunciar como compañeros de fórmula al ex viceministro de Desarrollo Social, Iván Hidalgo, y a la excongresista Olga Cribilleros. Desafiado por el recién llegado químico y escritor Rafael Zevallos y el excandidato al Congreso Juan Carlos Sánchez , Vílchez logró asegurar la nominación antes de las elecciones primarias celebradas el 29 de noviembre de 2020.

## Experiencia en gestión pública
Trabajó en el Ministerio de Economía y Finanzas como consultora en la implementación del Sistema Integrado de Administración Financiera para el Sector Público (SIAF-SP) en Junín y Huancavelica, proyecto financiado por el Banco Interamericano de Desarrollo - BID.